# مانغو روا أي أتا

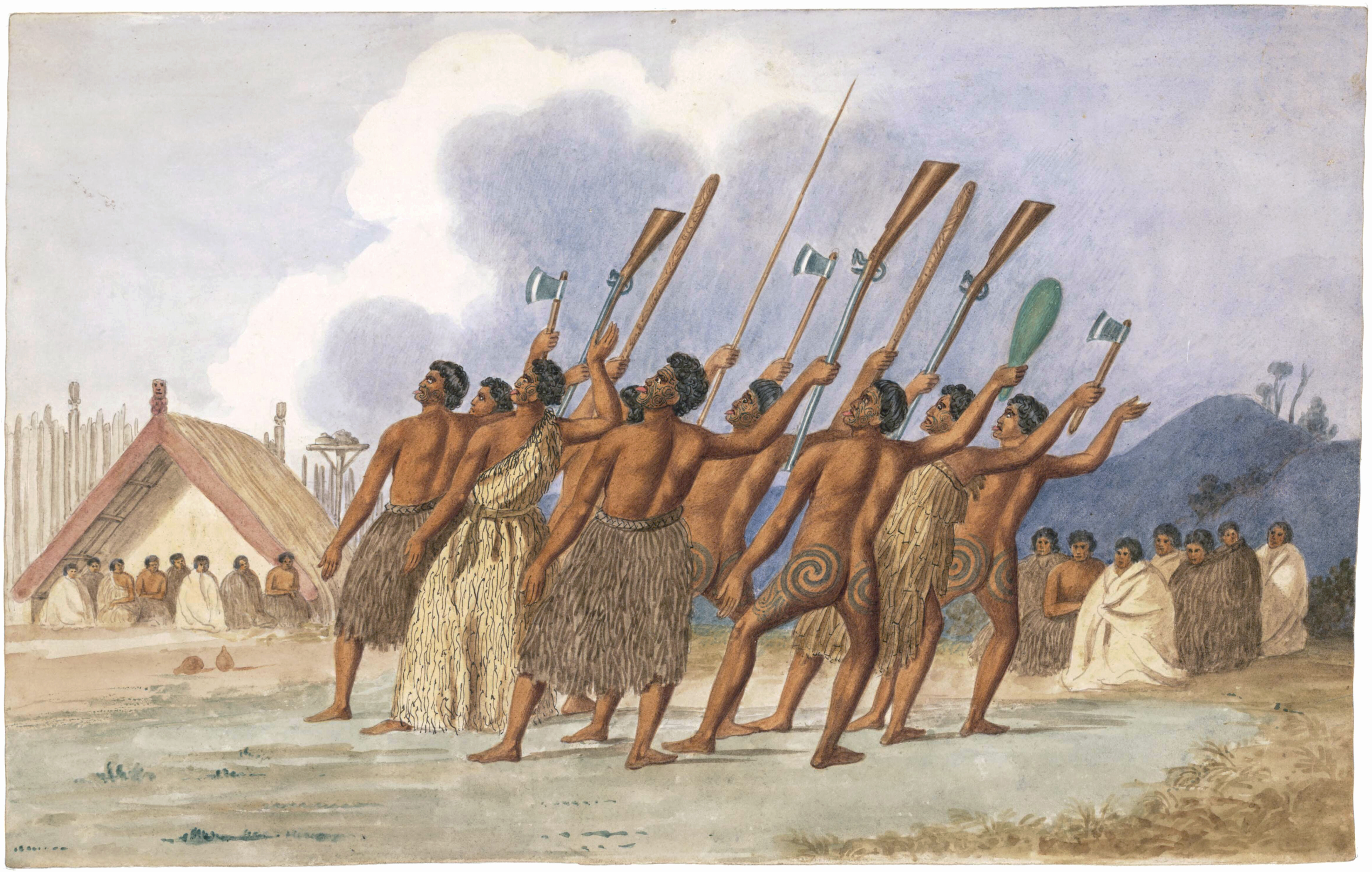
رقصة الحرب في نيوزيلندا

مانغو روا أي أتا (بالإنجليزية: Mango - Roa - l - Ata)‏ في الكوسمولوجيا الماورية هي درب اللبن. ويعني الاسم «القرش الطويل عند الفجر». هذا القرش أمسكه ماوي Maui (باعتباره کوریرو Koriro) عندما كان يصطاد الخلق، ورماه في السماء الليلية.